# 트리니티 칼리지 (코네티컷주)
트리니티 칼리지(Trinity College)는 미국 코네티컷주 하트퍼드의 사립 자유예술대학(Private Liberal Arts College)이다. 1823년에 워싱턴 칼리지(Washington College)라는 교명으로 설립된 이 학교는 코네티컷주에서 예일 다음으로 2번째로 오래된 칼리지이다.
1969년부터 남녀공학이 된 이 칼리지의 등록 학생 수는 2,235명이다.

## 순위와 명성
트리니티는 리틀 아이비 중 하나로 알려져 있다. 2025년 포브스지는 트리니티 컬리지(Trinity College)를 전체 인문대학(National liberal arts college) 중 12위, 전체 대학(best college ranking) 중 71위로 선정했다. U.S. News & World Report는 2025년 미국 최고의 국립 인문대학 순위(National liberal arts college ranking)에서 트리니티를 36위로 선정했다. 또한 최고의 가치 학교 46위에 선정되었다. 그러나 이러한 US 뉴스의 순위는 트리니티가 2007년 8월에 미국 내 100개 이상의 인문대학으로 구성된 "아나폴리스 그룹(Anapolis group)"에 가입하여 이 잡지의 순위에 참여하지 않은 것이 반영된 것으로 보인다. 트리니티 칼리지는 뉴잉글랜드 고등교육위원회의 인가를 받았다.
2016년, 저자 하워드와 매튜 그린은 히든 아이비: 아이비리그에 필적하는 63개 명문 대학 3판에서 트리니티를 계속해서 포함시켰다. 또한 프린스턴 리뷰는 트리니티에 93점(99점 만점)을 부여했으며, 2017년에는 트리니티를 최고의 가치 대학으로 선정했다. Money.com 잡지는 트리니티 칼리지를 미국 전체 대학 중 55위로 선정했다.

## 유명 동문

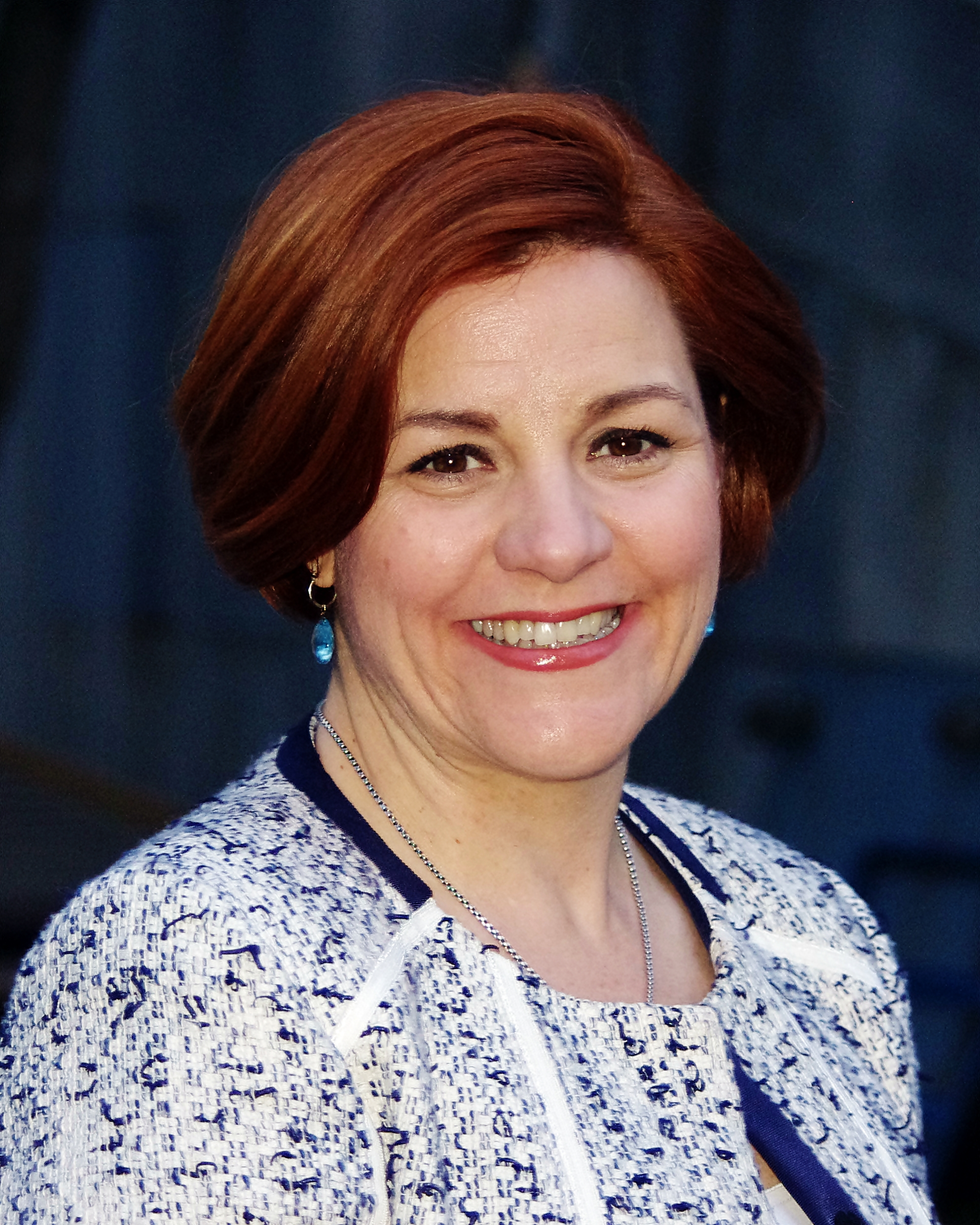
Christine Quinn, 전 뉴욕 시의회 의장
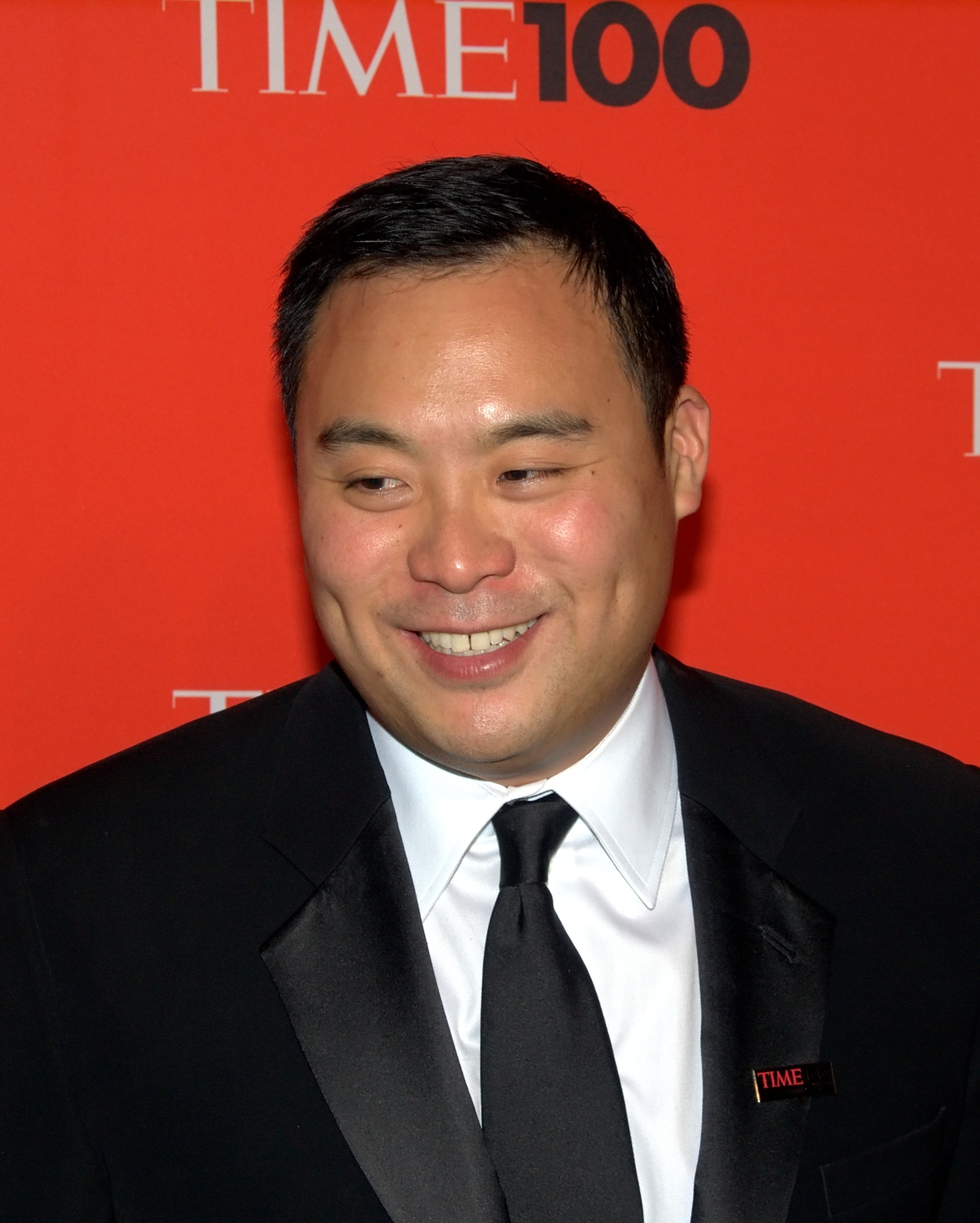
David Chang, 유명 레스토랑 오너겸 방송인
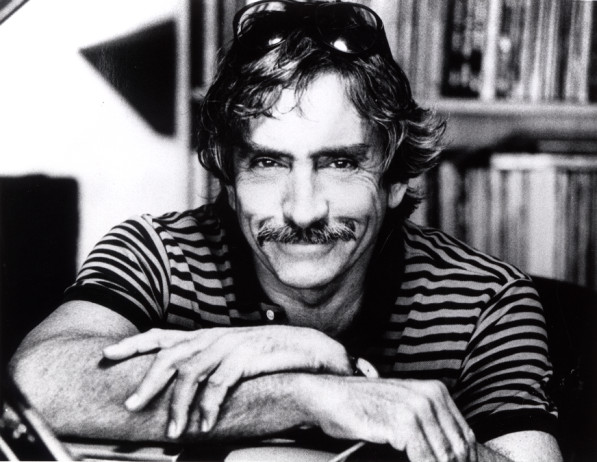
Edward Albee, 극작가
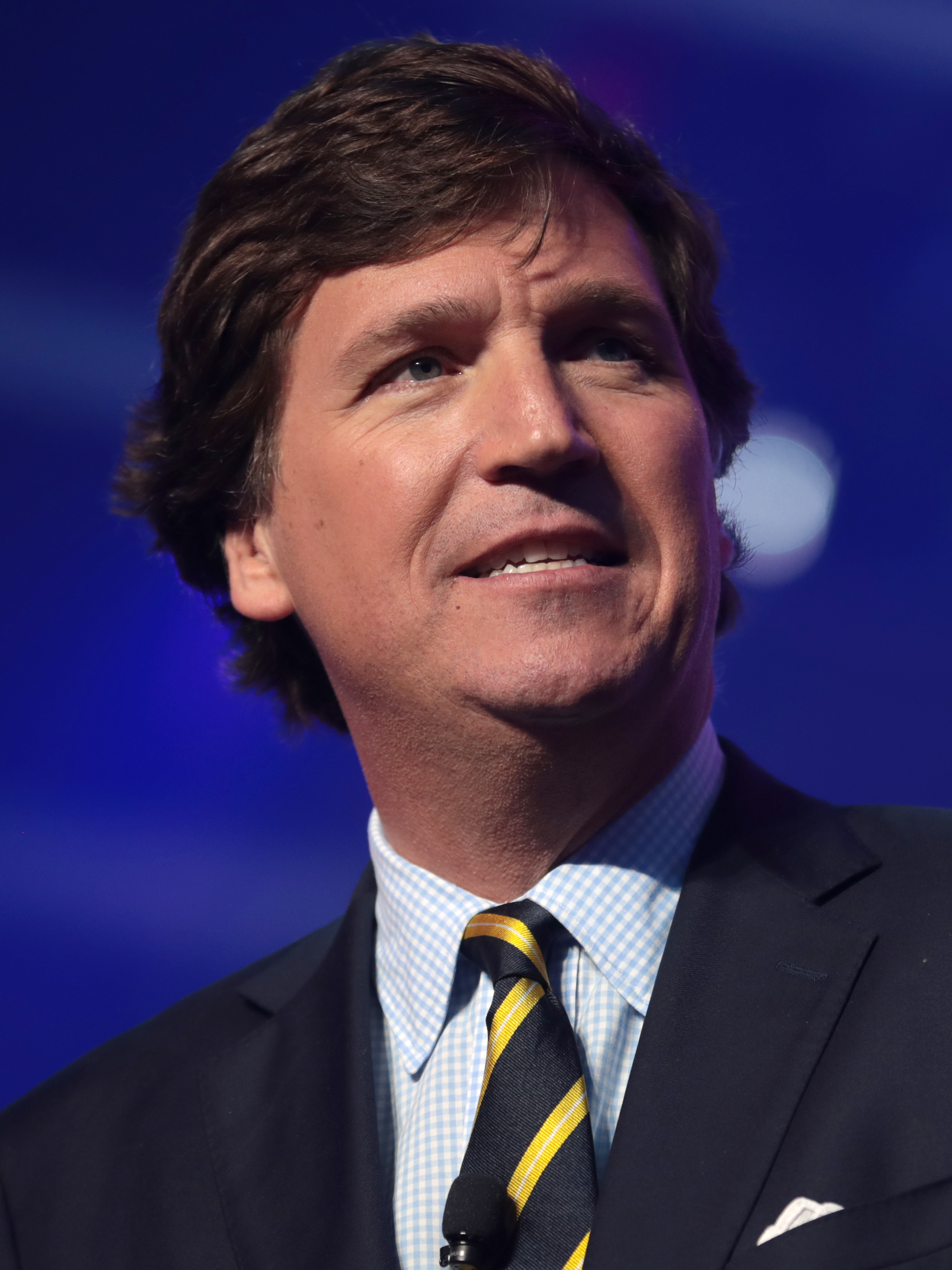
Tucker Carlson, 보수적인 텔레비전 진행자이자 정치 평론가
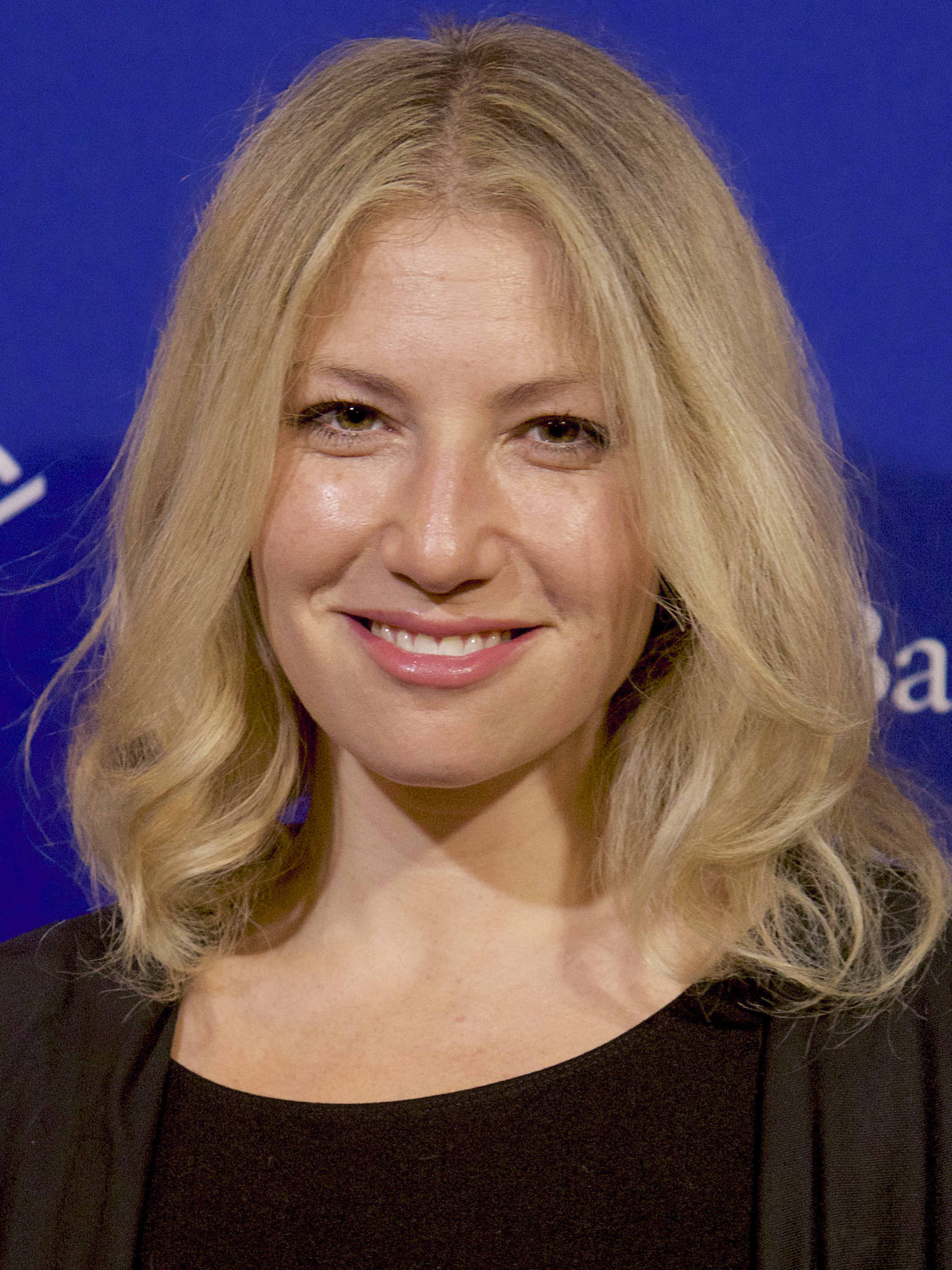
Ari Graynor, actress
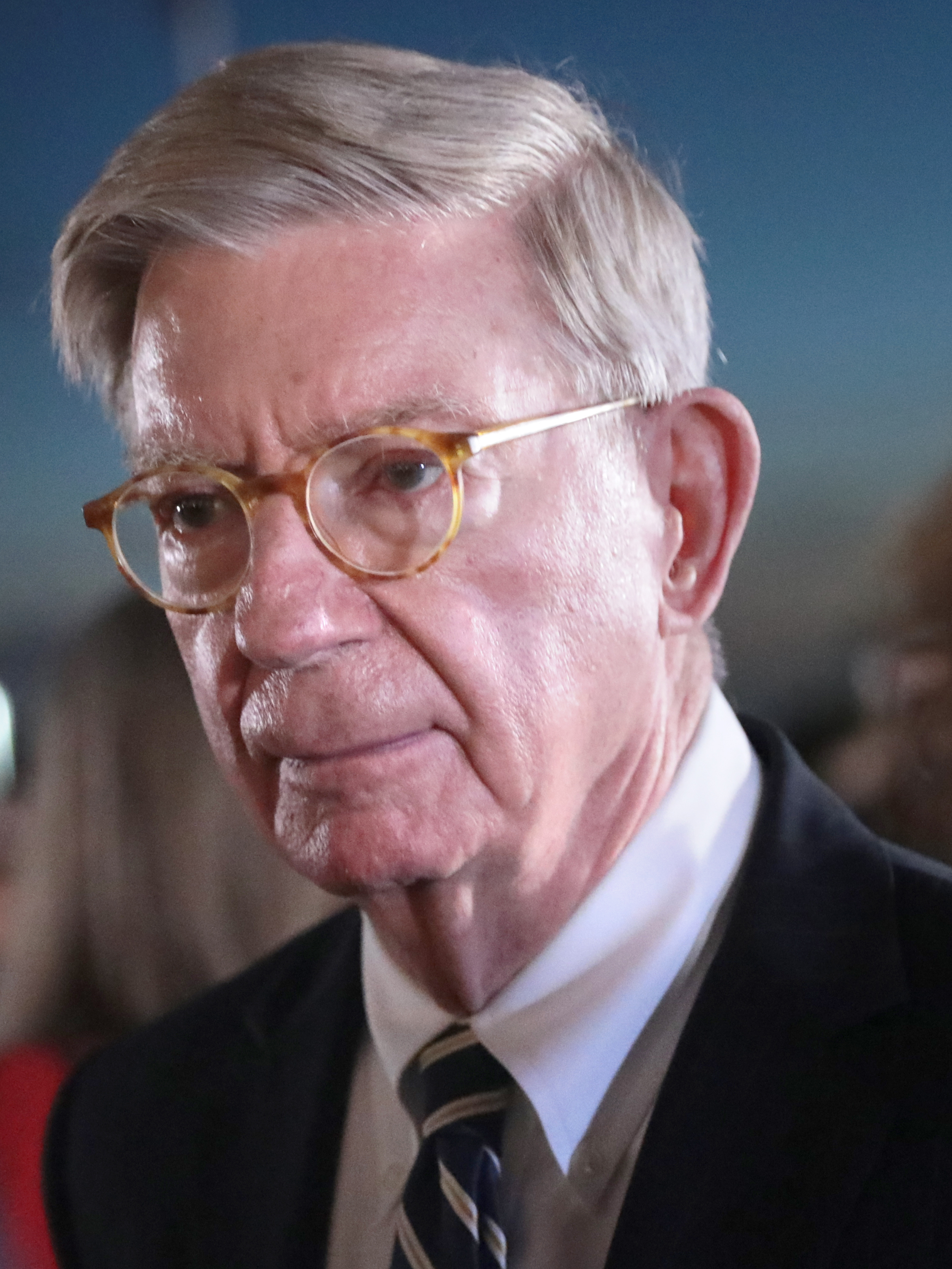
George Will, 자유주의-보수주의 정치 평론가 겸 작가
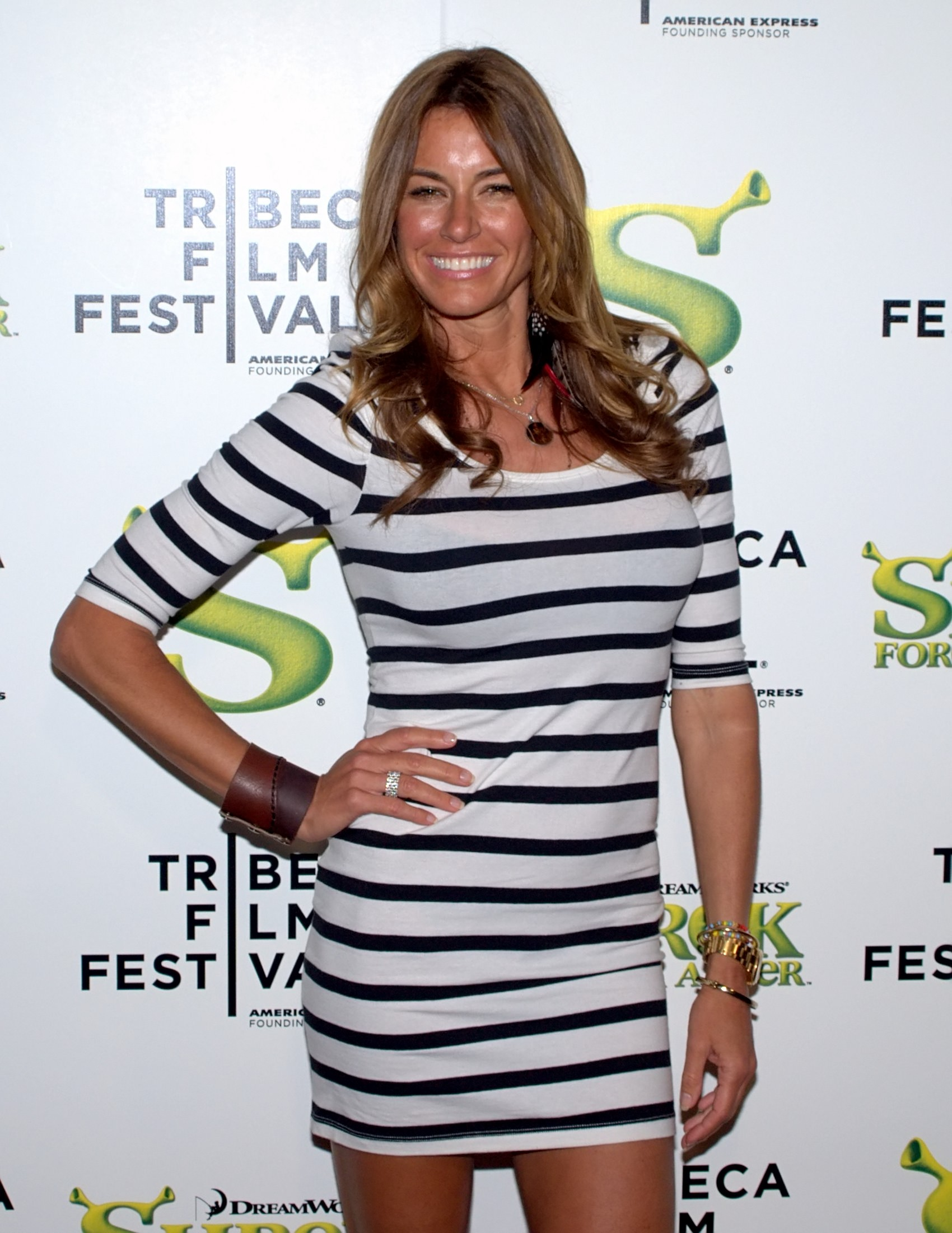
Kelly Killoren Bensimon, The Real Housewives of New York City 출연진
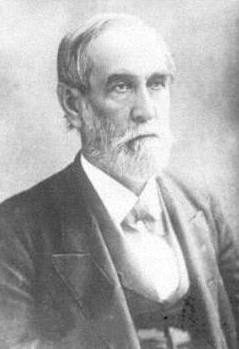
John S. Phelps, 전 미주리 주지사
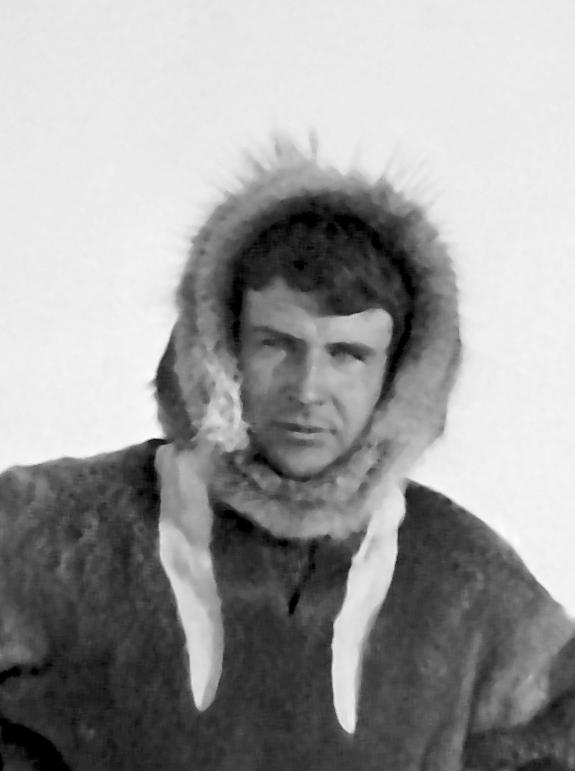
Ernest de Koven Leffingwell, 극지방 탐험가
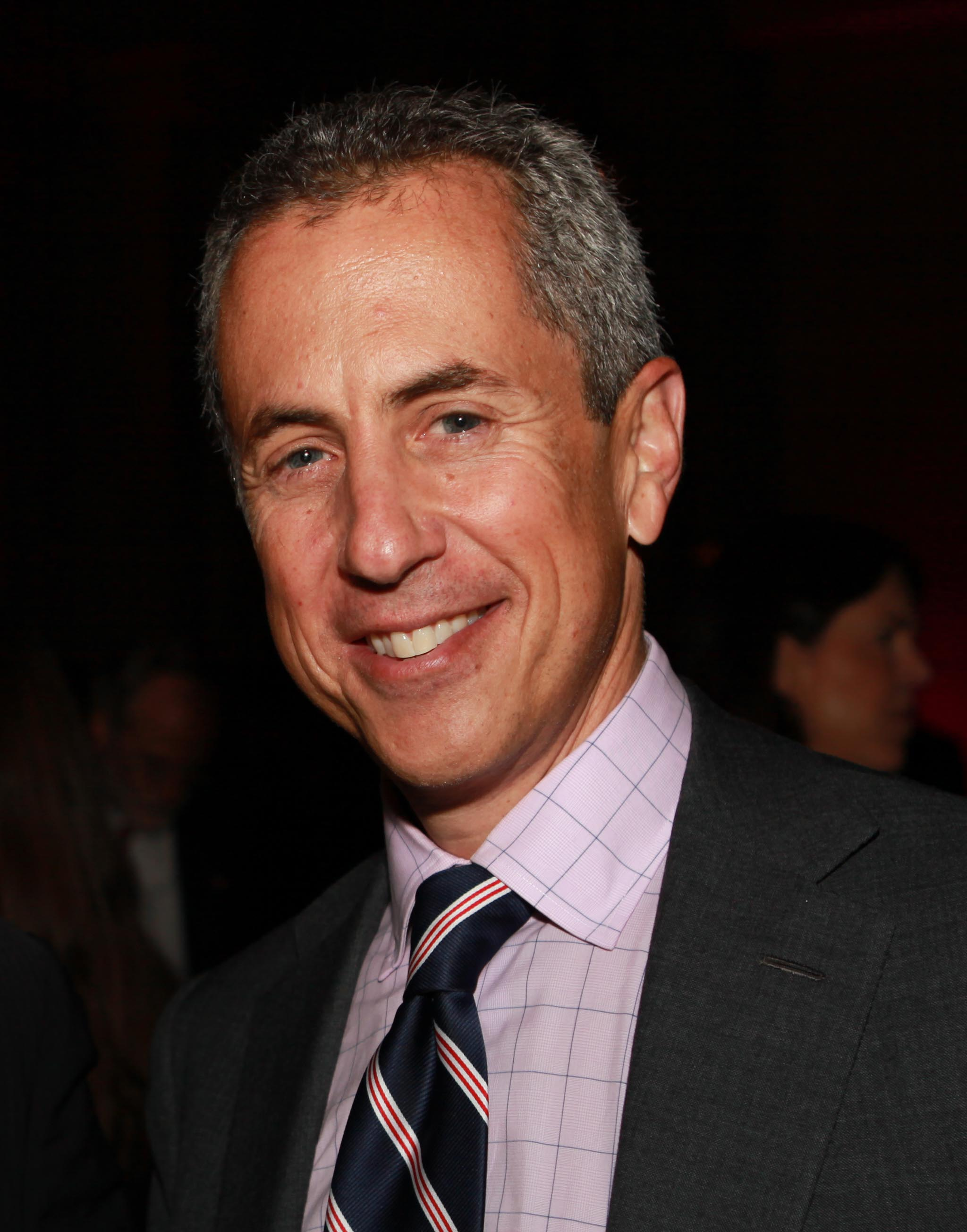
Danny Meyer, 쉐이크 쉑 창립자
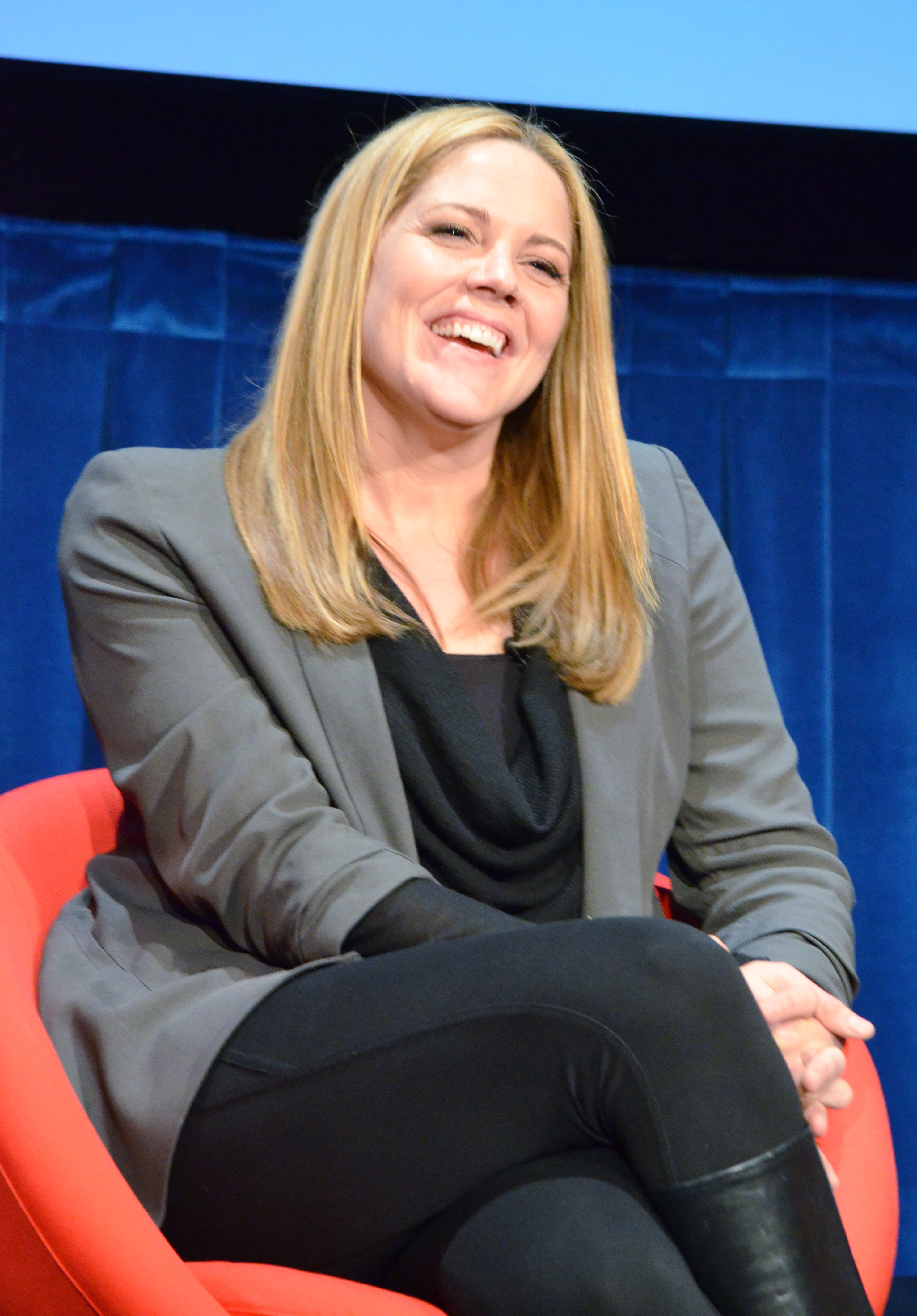
Mary McCormack, 여배우
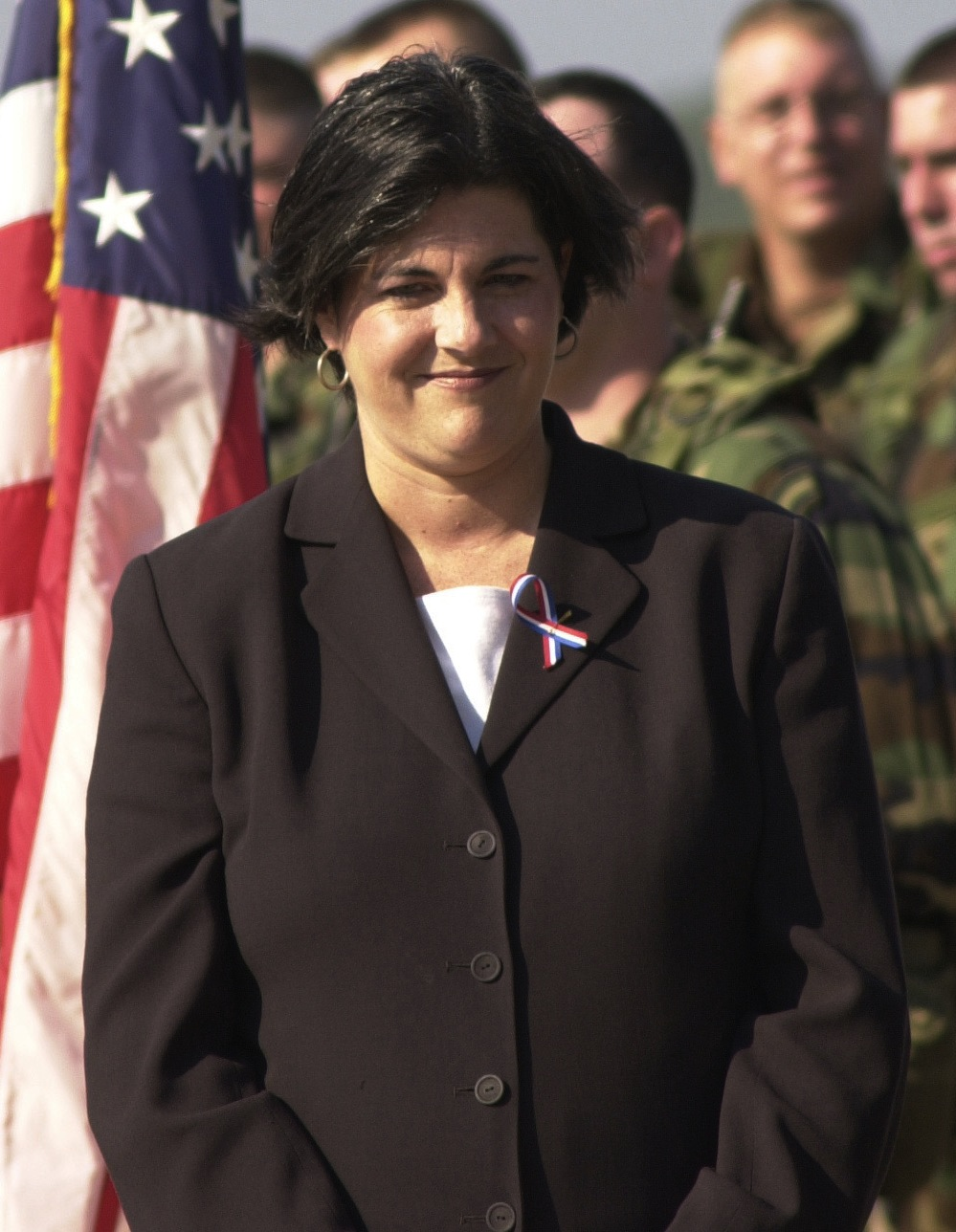
Jane Swift, 전 메사추세스 주지사 대행
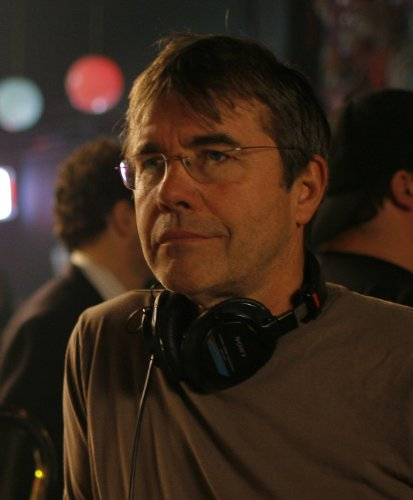
Stephen Gyllenhaal, 영화감독
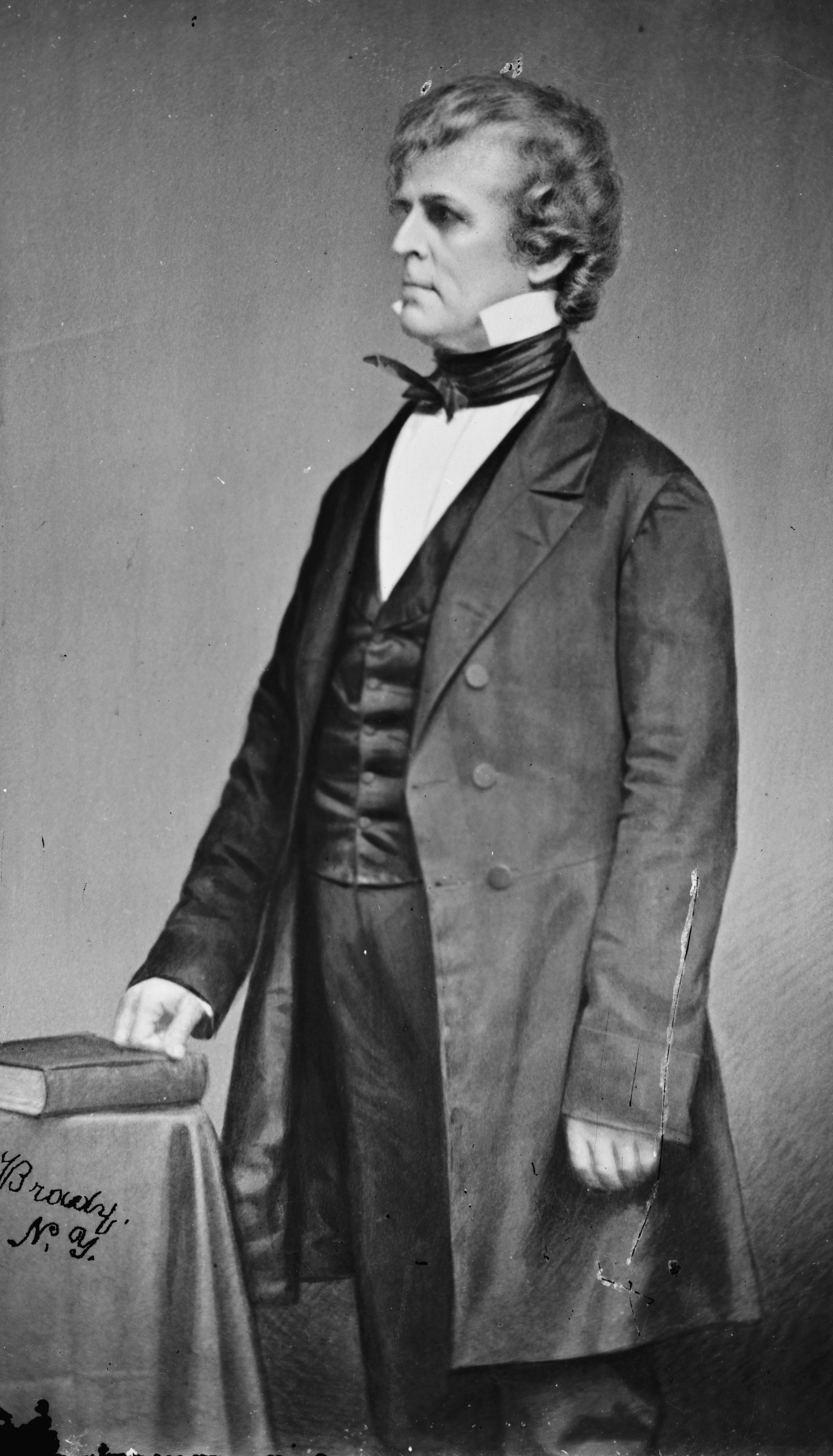
Isaac Toucey, former 미국 법무부 장관
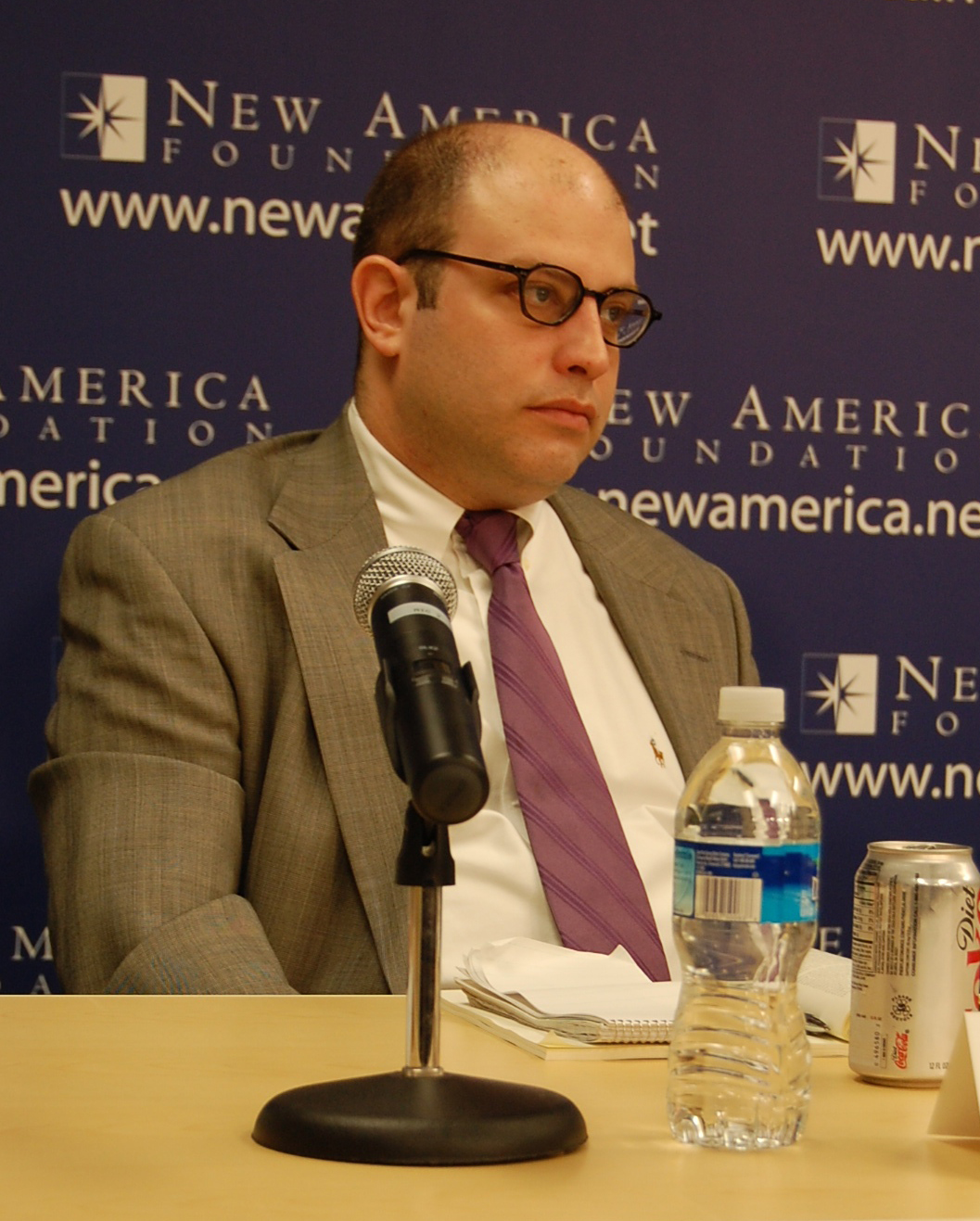
Eli Lake, 저널리스트
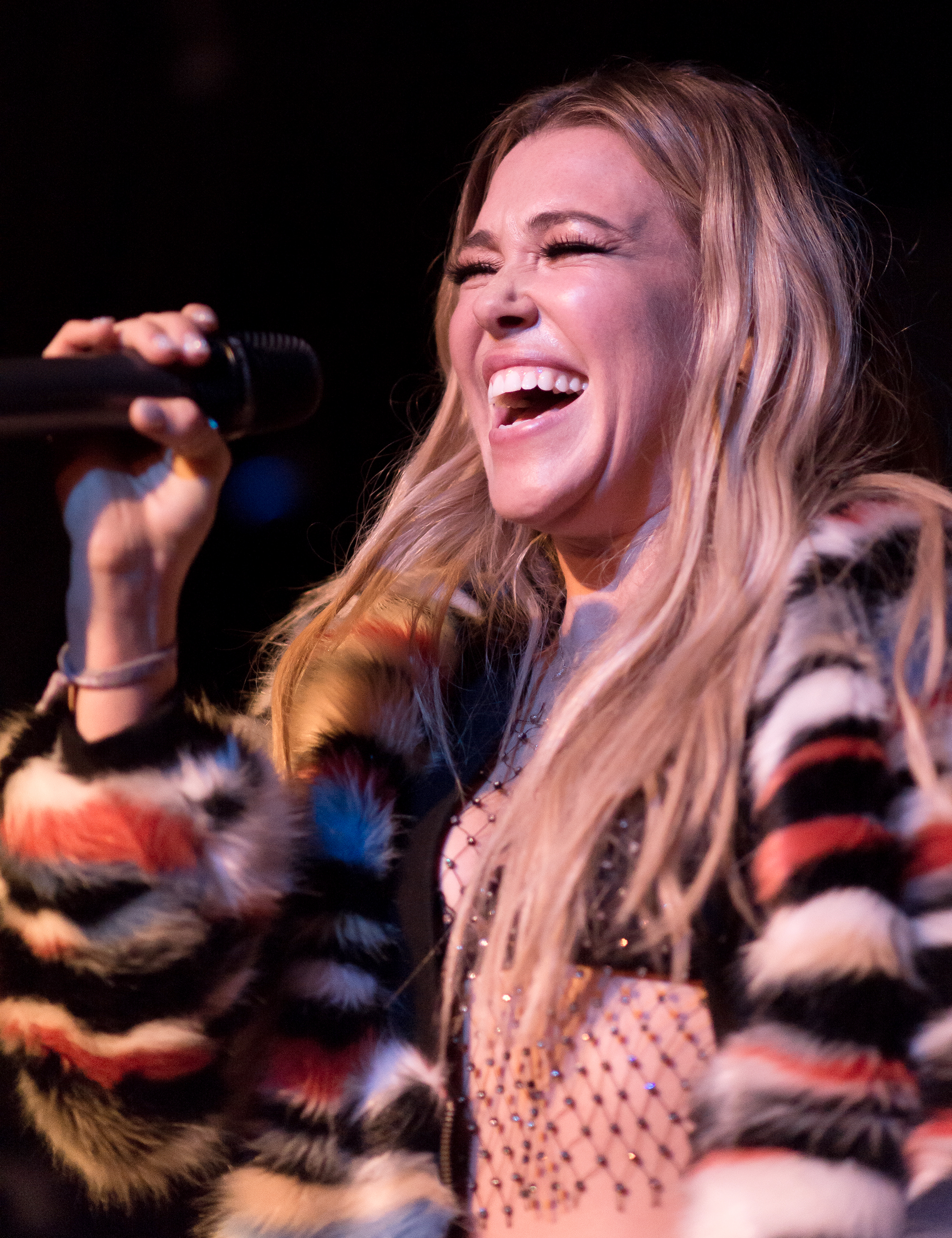
Rachel Platten, 싱어송라이터

트리니티 칼리지의 저명한 동문 중에는 주지사, 미 정부 내각 의원, 연방 판사, 정치 평론가 및 언론인, 비즈니스 및 산업계 고위 임원 등 영향력 있고 역사적인 인물들이 많이 포함되어 있다.
트리니티 칼리지 유명한 동문은 다음의 인물들을 포함한다:
- Kristine Belson, 1986년 졸업생, 소니 픽처스 애니메이션 사장 겸 오스카상 후보에 오른 영화 제작자 (The Croods)
- S. Prestley Blake, Friendly's 공동 창립자
- Joseph Buffington, 판사, 미국 연방 제3순회 항소법원
- Tucker Carlson, 1991 년 졸업, 정치 평론가, 데일리 콜러 공동 설립자, 폭스 뉴스 채널의 터커 칼슨 투나잇 진행자, 폭스 네이션의 터커 칼슨 투데이의 진행자.
- Percival W. Clement, 57대 버몬트 주 주지사
- Thomas R. DiBenedetto, 보스턴 인터내셔널 그룹 회장, AS 로마 구단주 겸 전 회장
- David Gottesman, 억만장자, 퍼스트 맨해튼 주식회사 설립자, 버크셔 해서웨이 이사회 위원
- Henry McBride, 4대 워싱턴 주 주지사
- Mitchell M. Merin, 모건 스탠리 투자 관리 부문 전 사장 겸 최고 운영 책임자
- James Murren, 이사회 의장 겸 MGM 리조트 인터내셔널 CEO
- Neil Patel, 미국 변호사, 딕 체니 부통령의 보수 정치 고문, 데일리 콜러의 발행인이자 공동 설립자.
- Gregory Anthony Perdicaris, 그리스 주재 미국 최초의 영사
- Charles R. Perrin, 워나코 회장, 에이본 프로덕츠 및 듀라셀의 전 회장 겸 CEO
- William C. Richardson, 엑셀론 이사회 이사; 전 존스 홉킨스 대학교 총장
- Charles C. Van Zandt, 34대 로드 아일랜드 주지사